# Золотий дім
«Золотий дім» — радянський художній фільм кіностудії «Мосфільм», знятий режисером Володимиром Басовим в 1959 році. Прем'єра кінокартини відбулася 18 квітня 1960 року.

## Сюжет
Забайкалля. У Росії йде громадянська війна, в краї господарюють колчаківці. Багато батьків мріють відправити синів послушниками в дацан, де можна отримати освіту, і бурятський хлопчик Арсалан, який до цього наймитував пастухом у місцевого багатія, стає учнем у ченців-лам. Але Арсалану неприємне життя в стінах монастиря і одного разу він біжить з дацану, за стінами якого триває війна.

## У ролях
- Борис Семенов — Арсалан
- Міла Маншеєва — Долсон
- Лхасаран Лінховоїн — Лодон, командир загону червоних
- Михайло Федоров — Ігнатьєв, комісар загону
- Буда Вампілов — Гесхі-лама
- Адольф Ільїн — нойон Ело
- Віктор Брежнєв — білий офіцер
- В. Бадєєв — Дагба
- Цеден Дамдінов — пастух Гонгор
- Буянто Аюшин — буддистський чернець

## Знімальна група
- Режисер:  Володимир Басов
- Автори сценарію:  Валентин Єжов, Гомбожап Цидинжапов, Даширабдан Батожабай
- Оператор:  Петро Сатуновський
- Композитор: Баудоржі Ямпілов
- Художник: Георгій Турильов
- Художники по костюму:  Валентин Перельотов,  Олександр Тімін